# Bancomat (circuito)
BANCOMAT, PagoBANCOMAT e BANCOMAT Pay sono le denominazioni commerciali che identificano in Italia, rispettivamente i circuiti di pagamento per:
1. il servizio di prelievo di denaro contante da sportelli automatici (ATM)
2. il pagamento di beni e servizi presso i terminali POS abilitati (POS)
3. il servizio di pagamenti istantanei, scambio denaro e acquisti e-commerce

I circuiti e i relativi servizi, funzionanti solo in Italia, sono gestiti e disciplinati dalla società BANCOMAT S.p.A. (ex Consorzio BANCOMAT), di cui gli operatori bancari, una volta aderenti al consorzio, partecipano ora come azionisti. La sede della società è a Roma, in via Vittorio Veneto 54b. Una sede storica della società è stata il palazzo che fu la sede storica del Partito Comunista italiano, in Via delle Botteghe Oscure n. 4. 
Le denominazioni BANCOMAT e PagoBANCOMAT sono marchi registrati di proprietà di BANCOMAT S.p.A.

## Le attività in Italia

Logo precedente, in uso fino al 2018

L'operatività dei circuiti è limitata all'Italia e riguarda le carte di debito o prepagate che vengono rilasciate direttamente dalle banche e dagli operatori che abbiano ottenuto la licenza da BANCOMAT S.p.A. a cui dal 2008 è affidata la gestione dell'utilizzo dei marchi BANCOMAT e PagoBANCOMAT. In particolare, BANCOMAT è il circuito domestico di prelievo contante dagli sportelli automatici (terminali ATM), mentre PagoBancomat è il circuito domestico di pagamento di beni o servizi tramite terminali POS oppure terminali ATM abilitati al pagamento. Bancomat SpA elabora le regole, anche tecniche, e gli standard che sovraintendono al corretto funzionamento dei propri servizi di pagamento e prelievo, per gli esercenti e i privati. 
Una parte delle attività della Società è quella relativa all'omologazione degli strumenti (chip, POS, ATM, carte) e dei processi; alle verifiche in loco per il controllo dei livelli di servizio effettivamente applicati; al monitoraggio e reportistica dei processi di acquisizione ed emissione Bancomat e PagoBancomat e alla definizione delle specifiche di circuito (STD e protocolli). Bancomat SpA è un soggetto sorvegliato dalla Banca d'Italia, in base all'articolo 146 del TUB.

## Storia
Nel 1983 nasce la prima carta di debito bancaria destinata ad operare sul circuito BANCOMAT. La carta di debito era a banda magnetica e poteva essere utilizzata per i servizi di prelievo di contanti su tutto il territorio nazionale (circolarità), presso cioè gli sportelli automatici (ATM) di qualsiasi banca. Qualche anno dopo, nel 1986 viene associato a tale servizio anche il servizio di pagamento di beni e servizi su terminali POS su tutto il territorio nazionale. Un anno più tardi viene introdotto il circuito PagoBANCOMAT al quale verrà associato il servizio di pagamento.
Tra il 1995 e il 1996 l'Associazione Bancaria Italiana (ABI) registra prima il marchio Bancomat e poi il marchio PagoBANCOMAT come marchi collettivi, consentendone l'utilizzo a tutte le banche ad essa associate.
Nel 2008 nasce il Consorzio Bancomat, con l'obiettivo di assicurare una gestione più diretta dei circuiti BANCOMAT e PagoBANCOMAT sostituendo Cogeban, associazione creata dall'Associazione Bancaria Italiana (ABI) nel 1995 per favorire lo sviluppo del mercato delle carte di pagamento in Italia. La decisione di passare alla nuova forma giuridica scaturì dalla necessità di soddisfare le sollecitazioni del mercato finanziario e del mutamento normativo in corso in Italia e in Europa in seguito alla nascita dell'Area Unica dei Pagamenti in Euro (SEPA) e dell'approvazione della Direttiva Comunitaria 2007/64 sui servizi di pagamento (altrimenti nota come PSD – Payment Services Directive) che ha consentito l'ingresso nel mercato dei pagamenti di nuovi operatori ed intermediari diversi dalle banche. Al Consorzio partecipano le banche, gli intermediari finanziari e tutti gli altri soggetti autorizzati dalle leggi italiane ed europee ad operare nell'area dei servizi di pagamento. Tali soggetti operano sulla base di apposite licenze per l'uso dei marchi, rilasciate dal Consorzio, per l'adesione ai rispettivi circuiti.
Nel 2019 tramite una collaborazione con SIA viene lanciato il servizio di pagamenti istantanei tra cittadini ed esercenti e per gli acquisti sul web chiamato BANCOMAT Pay.

## Dati statistici
Le carte a marchio BANCOMAT e PagoBANCOMAT sono, al 31 dicembre 2014, oltre 36 milioni, e rilevano un andamento crescente ormai consolidato negli anni (+15% negli ultimi 5 anni).
Stesso andamento si riscontra per i terminali POS (Point of sale) pari al 31 dicembre 2014 a 1,7 milioni, che con il loro trend di crescita assicurano una presenza sempre più capillare sul territorio nazionale. Alla stessa data gli sportelli ATM risultano pari a 53,3 mila, valore più o meno stabile rispetto all'anno precedente.
Sempre a fine nel 2014, i prelievi superano gli 840 milioni e risultano in crescita rispetto all'anno precedente nella misura del 4%.
I pagamenti, superiori a 1,3 miliardi, rilevano un notevole incremento nel tempo (oltre il 50% negli ultimi 5 anni).